# Argyra nigricoxa
Argyra nigricoxa är en tvåvingeart som beskrevs av Van Duzee 1925. Argyra nigricoxa ingår i släktet Argyra och familjen styltflugor. Inga underarter finns listade i Catalogue of Life.